# Léonard Thurre
Léonard Thurre (Lausanne, 9 september 1977) is een Zwitsers voetbalcoach en voormalig voetballer die speelde als aanvaller.

## Carrière
Thurre startte in de jeugd van FC Lausanne-Sport, bij deze ploeg maakte hij ook zijn profdebuut in 1995, in 1999 wist hij de ploeg de beker te winnen. Na vijf seizoenen tekende hij een contract bij Servette, hij won met hen de beker in 2001, in 2003 won hij ook de beker met FC Sion. Na zijn periode bij Sion speelde hij terug voor FC Lausanne-Sport. Alvorens zijn carrière af te sluiten bij FC Echallens.
Thurre maakte zijn debuut voor Zwitserland in 2000, hij speelde in totaal acht interlands waarin hij niet kon scoren.
Na zijn spelersloopbaan werd hij hoofd van het scouting departement van Lausanne-Sport, ook werd hij jeugdcoach bij dezelfde club.

## Erelijst
- FC Lausanne-Sport
  - Zwitserse voetbalbeker: 1999
- Servette FC Genève
  - Zwitserse voetbalbeker: 2001
- FC Sion
  - Zwitserse voetbalbeker: 2003